# صدمة نيكسون

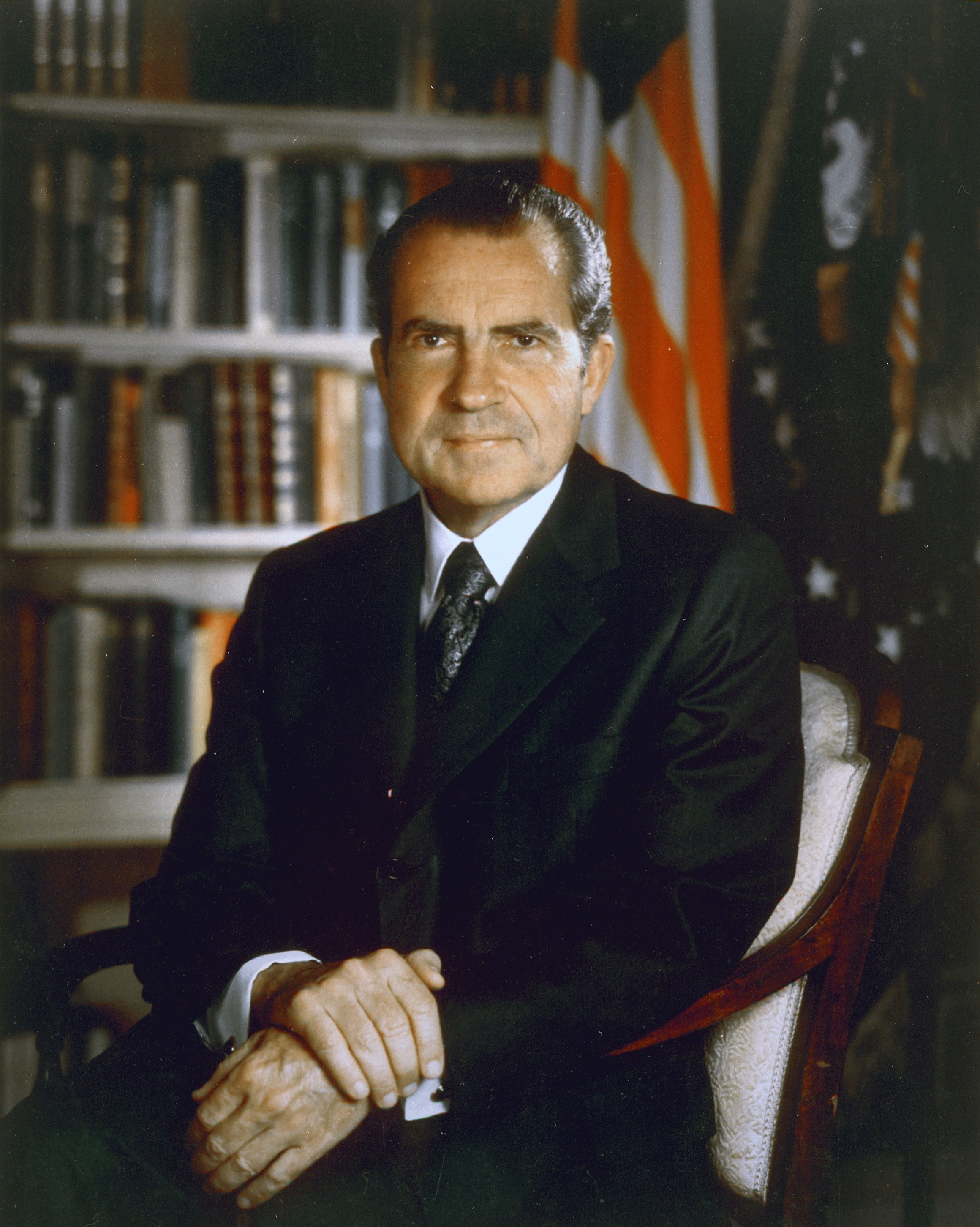
صورة للرئيس الأمريكي ريتشارد نيكسون

صدمة نيكسون (بالإنجليزية: Nixon shock)‏ هي سلسلة من التدابير الاقتصادية التي قام بها رئيس الولايات المتحدة ريتشارد نيكسون في عام 1971، وأهمها كان إلغاء التحويل الدولي المباشر من الدولار الأمريكي إلى الذهب.
في حين أن إجراءات الرئيس الأمريكي نيكسون لم تُلغي نظام بريتون وودز للصرف المالي الدولي بشكلٍ رسمي، فإن تعليق واحد من مكوناته الرئيسية المقدمة على نحو فعال جعلت نظام بريتون وودز غير قابل للتنفيذ.
على الرغم من أن الرئيس الأمريكي نيكسون قال علناً عزمه على استئناف التحويل المباشر للدولار بعد الإصلاحات التي طبقت على نظام بريتون وودز، فإن جميع محاولات الإصلاح هذه أثبتت أنها فاشلة.
وبحلول عام 1973 تم استبدال نظام بريتون وودز بحكم الأمر الواقع إلى نظام تعويم العملات الورقية الذي لا يزال العمل به قائماً حتى الآن.

## الخلفية
في عام 1944 في منطقة بريتون وودز بولاية نيوهامبشير الأمريكية، اجتمع ممثلون من 44 دولة لتطوير النظام النقدي الدولي الجديد الذي أصبح يعرف باسم نظام بريتون وودز. وكان أعضاء المؤتمر يأملون أن هذا النظام الجديد من شأنه «ضمان استقرار سعر الصرف، ومنع التخفيضات التنافسية، وتعزيز النمو الاقتصادي».
حتى عام 1958 أصبح نظام بريتون وودز يعمل بكامل طاقته، حيث استقرت الحسابات الدولية للدول العاملة بالدولار الذي يمكن تحويله إلى الذهب بسعر صرف ثابت هو 35 $ للأونصة، والتي كانت قابلة للاسترداد من قبل حكومة الولايات المتحدة. وهكذا كانت الولايات المتحدة ملتزمة بدعم كل دولار في الخارج مع الذهب مما جعل سعر صرف العمللات الأجنبية ثابتة مقارنةً بالدولار.
خلال السنوات الأولى بعد الحرب العالمية الثانية عمل نظام بريتون وودز جيدا، ومع وجود مشروع مارشال الاقتصادي لإعادة تعمير أوروبا بعد انتهاء الحرب العالمية الثانية الذي وضعه الجنرال جورج مارشال بعد أن أصبح وزيراً للخارجية الأمريكية، أصبح هناك طلب على الدولار للإنفاق على السلع الأمريكية - السيارات والصلب والآلات وغيرها ولأن الولايات المتحدة التي تملك نصف احتياطيات الذهب الرسمية في العالم - 574 مليون أوقية في نهاية الحرب العالمية الثانية - بقي النظام آمن.

## الأحداث
في ذلك الوقت كان لدى الولايات المتحدة معدل بطالة 6.1% (أغسطس 1971), حيث بلغ معدل التضخم المالي 5.84% (1971).
لمكافحة هذه القضايا، تشاور الرئيس نيكسون مع رئيس الاحتياطي الفيدرالي آرثر بيرنز، ووزير الخزانة جون كونالي، وبعد ذلك مع وكيل الوزارة لشؤون النقد الدولي ورئيس مجلس الاحتياطي الاتحادي في المستقبل بول فولكر.
بعد ظهر يوم الجمعة الموافق 13 أغسطس 1971، التقى هؤلاء المسؤولون جنباً إلى جنب مع اثنى عشر مستشاراً رفيع المستوى في البيت الأبيض ووزير الخزانة سراً مع نيكسون في كامب ديفيد. كان هناك نقاش كبير حول ما ينبغي القيام به، ولكن في النهاية قام الرئيس نيكسون بالاعتماد على هذه المشورات خاصةً من وزير الخزانة كونالي، حيث قرر كسر نظام بريتون وودز من خلال تعليقه قابلية تحويل الدولار إلى ذهب، وتجميد الأجور والأسعار لمدة 90 يوماً لمكافحة الآثار التضخمية المحتملة؛ وفرض رسوم استيراد 10%، لمنع التكالب على الدولار واستقرار الاقتصاد الأمريكي والحد من البطالة والتضخم معدلات الولايات المتحدة، حدث ذلك في 15 آب 1971
- طلب الرئيس الأمريكي نيكسون من وزير الخزانة جون كونالي تعليق قابلية تحويل الدولار إلى ذهب أو غيرها من الأصول الاحتياطية (مع بعض الاستثناءات)، مما منع الحكومات الأجنبية من تبادل الدولار بالذهب.
- أصدر نيكسون الأمر التنفيذي 11615 (وفقا لقانون الاستقرار الاقتصادي لعام 1970)، فرض تجميد الأجور والأسعار من أجل مواجهة التضخم لمدة 90 يوماً. كانت هذه هي المرة الأولى التي سنت الحكومة الأمريكية تجميد الاجور ومراقبة الاسعار منذ الحرب العالمية الثانية.
- تم إنشاء نظير تكلفة إضافية استيراد 10% للتأكد من أن المنتجات الأمريكية لن تكون في وضع الاحتضار بسبب التقلبات المتوقعة في أسعار الصرف.

## انظر ايضا
- اتفاق بلازا